# Зонго, Эрнест
Эрнест Зонго (фр. Ernest Zongo; 1 января 1964, Уахигуя — 9 июля 2024, Уагадугу) — буркинийский шоссейный велогонщик.

## Карьера
За время своей карьеры неоднократно стартовал на главной африканской гонке Тур дю Фасо. Стал первым её двукратным победителем, одержав победы в 1995 и 1997 годах. По состоянию на 2023 год это достижение смог повторить только марокканец Абдельлатиф Саадоуне. Также выиграл несколько этапов данной гонки.
Скончался 9 июля 2024 года в Centre hospitalier universitaire Yalgado в Уагадугу.

## Достижения
1988
4-й и 6-й этапы на Тур дю Фасо
1990
2-й и 11-й этапы на Тур дю Фасо
1991
3-й и 8-й этапы на Тур дю Фасо
1993
Тур дю Фасо
2-й в генеральной классификации
5b-й этап
1995
Тур дю Фасо
1-й в генеральной классификации
1-й и 5-й этапы
1997
Тур дю Фасо
1-й в генеральной классификации
3-й этап